# Стефанська Олена Анатоліївна
Олена Анатоліївна Стефанська (нар. 28 липня 1964) — українська заслужена акторка театру і кіно (2024).

## Життєпис
Народилася в російському місті Вязники, Володимирська область, 28 липня 1964 року.
З 1984 року — акторка студії Кримського російського драматичного театру.
Закінчила Київський державний інститут театрального мистецтва імені Карпенка-Карого.
З 1992 року актриса Національного академічного драматичного театру імені Лесі Українки в Києві.
Вперше знялася у фільмі «Приятель небіжчика» в 1997 році.
Також зіграла в серіалах як «Свати-2», «День народження Буржуя-2», кліпах Таїсії Повалій («Птаха вільна»), «Океан Ельзи» («Сосни»), Олександра Пономарьова («Чомусь так гірко плакала вона»). Відома завдяки головній ролі в телесеріалі «Хазяйка».
Була одружена з актором Дмитром Лаленковим, народила двох синів — Микиту (23 червня 1990) та Іллю (12 червня 2005).

## Театральні роботи
- «Самогубець» (1989)
- «Веселися, коли велять» (1992)
- «Іван-царевич» (1993)
- «Генерали у спідницях» (1993)
- «Королівські ігри» (1997)
- «Царські розбирання або міф про Електру» (2000)
- «Таємниці мадридського двору» (2000)
- «Неймовірний бал» (2001)
- «Лулу. Історія куртизанки» (2002)[2]
- № 13 (Шалена ніч, або Одруження Пігдена) (2002)
- «У полоні пристрастей (Камінний господар)» (2002)
- «Маскарад» (2004)
- «Трохи ніжності» (2004)
- «Дивна місис Севідж» (2009)
- «Трохи мерехтить примарна сцена… (Ювілей. Ювілей? Ювілей!)» (2011)
- «Доктор філософії» (2013)
- «Всюди один… Свічка на вітрі» (2014)
- «Ризик (Коханці та злодії)» (2015)
- «Суміш небес і балагану» (2016)
- «Сімейна вечеря» (2018)
- «Каліка з острова Інішмаан» (2020)
- "Для домашнього огнища" (2023)
- "Блискуча ідея" (2024)
- Паромник

## Фільмографія
Ролі в кіно
- 1997 — Приятель небіжчика (Росія, Україна, Франція) — Аліса, дружина, з якою розлучався Борис
- 2000 — «Життя як цирк» — Лола
- 2001 — Слід перевертня — Наталя, колишня дружина Андрія Симоненка
- 2001 — Заручники часу (Україна)
- 2001 — День народження Буржуя 2 (Росія, Україна) — епізод
- 2002 — Нероби (Україна) — колишня дружина Михайла
- 2003 — Леді Мер — Серафима
- 2004 — Попіл Фенікса — Марина Миколаївна Беловидова
- 2004 — Украдене щастя — Анастасія Володимирівна
- 2005 — Міф про ідеального чоловіка. Детектив від Тетяни Устинової (Україна) — дружина Василькова
- 2005 — Непрямі докази — епізод
- 2005 — Золоті хлопці (Росія, Україна) — епізод
- 2005 — Підступи любові — дружина Семена Семеновича
- 2006 — Повернення Мухтара-3 (65 серія) — Наталія
- 2007 — Повернення Мухтара-4 (13 серія) — Лук'янова
- 2008 — Дорогі діти — Людмила Феодосіївна
- 2009 — Свати 2 (Україна) — головний лікар
- 2009 — День переможених (Україна)
- 2009 — Повернення Мухтара-5 (24 серія) — Марина Петрівна
- 2009 — Возвращение Мухтара-5 (41 серия) — Марта
- 2010 — Возвращение Мухтара-6 (41 серия) — Інга
- 2010 — Віра. Надія. Любов — Ганна Михайлівна директор школи
- 2011 — Повернення Мухтара-7 (53 серія) — Ніна Петрівна Степанова, директор рекламного агентства
- 2011 — Екстрасенси-детективи — Марія, екстрасенс
- 2011 — Небесні родичі — мама
- 2011 — «Кедр» пронизує небо — Софія Антонівна мати Ликова
- 2012 — Повернення Мухтара-8 (34 серія) — Ірина Свистунова
- 2012 — Дочка баяніста — Інна, бухгалтер
- 2012 — Жіночий лікар (12 серія) — мама Міли
- 2012 — Захисниця — Карасьова
- 2012 — Лист очікування — Галина Василівна Випоркова, слідчий прокуратури
- 2012 — Порох і дріб — Ганіна, власниця банку
- 2015 — Все одно ти будеш мій — Анна Романівна Ареф'єва, мама Микити
- 2016 — Хазяйка — власниця шахти в Аниканово, господиня міста, Аліна Сергіївна Хмелевська
- 2016 — Відділ 44 (89 серія) — Валентина Аксакова, покоївка
- 2016 — Відьма — Знахарка
- 2016 — Коли минуле попереду — Галина, дружина Лупарьова
- 2016 — Біженка — мати В'ячеслава
- 2016 — Співачка — Сусанна Король, мама Гаріка
- 2016 — 25-й час
- 2016 — Село на мільйон — Дар'я
- 2017 — Схватка (16 серія)
- 2017 — Село на мільйон-2 — Дар'я
- 2017 — Дівчина з персиками
- 2017 — Двигун внутрішнього згоряння — Валентина
- 2018 — Артистка
- 2018 — Будинок Надії
- 2018 — Віддай мою мрію — Софія
- 2018 — Людина без серця — Ірен
- 2018 — Тінь кохання
- 2019 — Я теж його люблю — Лариса Сергіївна
- 2019 — Зоя — Олександра
- 2019 — Замок на піску — Софія Андріївна
- 2019 — Якщо ти мене пробачиш — Анна Іванівна
- 2019 — Порушуючи правила — Ольга Сергіївна
- 2019 — Ялинка на мільйон
- 2020 — Найгірша подруга — Тамара
- 2020 — День Святого Валентина — Поліна Андріївна
- 2020 — Три сестри — Наталія
- 2020 — Добровольці — Пелагея Жиліна
- 2020 — Колір пристрасті — Аврора Олександрівна
- 2020 — Другий шанс — мама Олі
- 2020 — Перші ластівки. Zалежні — Оксана Геннадіївна
- 2021 — Щаслива всупереч — Тетяна
- 2021 — Папанькі-3
- 2021 — Уроки життя і водіння — Зоя Сергіївна
- 2021 — Чесна гра — Галина
- 2021 — Чужі гріхи — Оксана Петрівна
- 2021 — Колір помсти — Аврора Олександрівна
- 2022-Безахисне серце
- 2023- Впевнений дотик
- 2023 — Весна мого серця